# Климов, Михаил Михайлович
Михаи́л Миха́йлович Кли́мов (8 [20] ноября 1880, Санкт-Петербург, Российская империя — 9 июля 1942, Тбилиси, Грузинская ССР, СССР) — советский, российский актёр театра и кино. Народный артист СССР (1937).

## Биография
Михаил Климов родился 8 (20) ноября 1880 года в Санкт-Петербурге.
В молодости служил на Путиловском заводе конторщиком, в это время играл в любительских спектаклях. В 1901 году начал деятельность как полупрофессиональный актёр, играя на сцене Василеостровского театра. Играл в антрепризе С. А. Трефилова в Двинске (ныне Даугавпилс), работал в Одесском русском театре. Первоначально имел амплуа героя-любовника, однако вскоре перешёл на характерные роли. В 1904 году был приглашён в Театр Корша в Москве, где состоялся его дебют уже на профессиональной сцене: исполнил роль Глумова в пьесе «Бешеные деньги» А. Н. Островского.
С 1909 года становится актёром Малого театра (с перерывами в 1918—1919 и в 1925—1927 когда служил в театре Корша)
Именно в Малом театре раскрылось его актёрское дарование. Созданные им образы отличались жизненной правдой, мягкостью и простотой. Был замечательным актёром реалистической школы. В сатирических образах актёра не было нарочитости, гиперболизации. Пользовался полутонами, играл мягко, легко, изящно, свободно.
Михаил Михайлович Климов скончался 9 июля 1942 года в Тбилиси. Похоронен там же на Верийском кладбище.

### Семья
- Жена — Раиса Романовна Рейзен (1888—1956), актриса театра и немого кино.

## Звания и награды
- Заслуженный артист Республики (1928)
- Народный артист РСФСР (1933)
- Народный артист СССР (23.09.1937)
- Орден Трудового Красного Знамени (23.09.1937) — за выдающиеся заслуги в деле развития русского театрального искусства

## Творчество

### Роли в театре

#### Одесский русский театр(1903—1904)
- «Ромео и Джульетта» У. Шекспира — Меркуцио
- «Гибель „Надежды“»  Г. Гейерманса — Геерт
- «Месяц в деревне» И. С. Тургенева — Ракитин

#### Театр Корша
- 1904 — «Бешеные деньги» А. Н. Островского — Глумов
- 1905 — «Бешеные деньги» А. Н. Островского — Телятьев
- 1907 — «Веер леди Уиндермир» О. Уайльда — лорд Лортон
- 1908 — «Волки и овцы» А. Н. Островского — Лыняев
- «В городе» С. С. Юшкевича — Бойм
- «Бедность не порок» А. Н. Островского — Яша Гуслин
- «Таланты и поклонники» А. Н. Островского — Великатов
- «Горе от ума» А. С. Грибоедова — Загорецкий, Репетилов
- «Коварство и любовь» Ф. Шиллера — фон Кальб
- «Без вины виноватые» А. Н. Островского — Дудкин
- 1918 — «Идеальный муж» О. Уайльда — лорд Горинг

#### Малый театр
- 1909 — «Царь природы» Е. Н. Чирикова — Исправник
- 1910 — «Жених» И. Н. Потапенко — Тромбицкий
- 1910 — «Очаг» О. Мирбо — Арно Тринье
- 1910 — «Светлая личность» Е. П. Карпова — Стодолищев
- 1910 — «Грех да беда на кого не живёт» А. Н. Островского — Бабаев
- 1911 — «Дама из Торжка» Ю. Д. Беляева — Чмоков
- 1911 — «Гроза» А. Н. Островского — Кудряш
- 1911 — «Прохожие» В. А. Рышкова — Набатов
- 1914 — «Змейка» В. А. Рышкова — Жан Воробышкин
- 1915 — «Трудовой хлеб» А. Н. Островского — Потрохов
- 1916 — «Работница» С. А. Найдёнова — Бержанов
- 1916 — «Благодать» Л. Н. Урванцева — Доброгласов
- 1917 — «Ракета» А. Н. Толстого — Хрустаков
- 1917 — «Закат» А. И. Сумбатова — князь Дубецкий

##### Сезон 1917/1918
- «Волки и овцы» А. Н. Островского — Лыняев
- «Горе от ума» А. С. Грибоедова — Репетилов
- «Плоды просвещения» Л. Н. Толстого — Звездинцев
- «Таланты и поклонники» А. Н. Островского — Великатов
- «В царстве скуки» Эд. Пайерона — Поль Реймонд
- «Дружеское поручение» Н. Н. Вильде — Куров
- «Цена жизни» А. И. Сумбатова — Солончаков

##### Сезон 1919/1920
- «Ревизор» Н. В. Гоголя — Земляника
- «Женитьба Фигаро» Бомарше — Брудуазон
- «Бешеные деньги» А. Н. Островского — Глумов

##### Сезон 1920/1921
- «Холопы» П. П. Гнедича — Князь Александр Павлович

##### Сезон 1921/1922
- «Пути к славе» Э. Скриба — Бернарде
- «Лес» А. Н. Островского — Милонов
- «Они хотели жениться» Могали — Доктор
- «Оливер Кромвель» А. В. Луначарского — Карл I
- «Игроки» Н. В. Гоголя — Утешительный

##### Сезон 1922/1923
- «Бесприданница» А. Н. Островского — Паратов
- «Цена жизни» А. И. Сумбатова — Константин Михайлович
- «На всякого мудреца довольно простоты» А. Н. Островского — Городулин

##### Сезон 1924/1925
- «Нечаянная доблесть» Ю. Н. Юрьина — Бургомистр
- «Серебряная коробка» Дж. Голсуорси — Джон Бартвин
- «Волчьи души» Дж. Лондона — Томас Чальмерс
- «Нахлебник» И. С. Тургенева — Тропачев
- «Иван Козырь» Д. П. Смолина — Франсуа Артикль
- «Бешеные деньги» А. Н. Островского — Телятев

##### Сезон 1925/1926
- «Любовь Яровая» К. А. Тренёва — Елисатов

##### Сезон 1927/1928
- «1917» Н. Н. Суханова и И. С. Платона — Львов

##### Сезон 1928/1929
- «Жена» К. А. Тренева — Меринов
- «Огненный мост» Б. С. Ромашова — Дубровин

##### Сезон 1929/1930
- «Растеряева улица» по Г. И. Успенскому — Толоконников

##### Сезон 1930/1931
- «Смена героев» Б. С. Ромашова — Брында-Рыльский

##### Сезон 1933/1934
- «Враги» М. Горького — Генерал
- «Скутаревский» Л. М. Леонова — Петрыгин
- «Бешеные деньги» А. Н. Островского — Телятьев

##### Сезон 1935/1936
- «На всякого мудреца довольно простоты» А. Н. Островского — Городулин

##### Сезон 1937/1938
- «На берегу Невы» К. А. Тренева — Шмецгер

##### Сезон 1938/1939
- «Горе от ума» А. С. Грибоедова — Фамусов

##### Сезон 1939/1940
- «Без вины виноватые» А. Н. Островского — Дудукин
- «Волки и овцы» А. Н. Островского — Лыняев

### Фильмография
- 1926 — Во имя того — эпизод
- 1926 — Процесс о трёх миллионах — банкир Орнано
- 1927 — Человек из ресторана — Штосс
- 1928 — Хромой барин — Волков, помещик
- 1930 — Праздник святого Иоргена — наместник храма святого Иоргена
- 1933 — Марионетки — премьер-министр Ля
- 1933 — Рваные башмаки — пастор
- 1936 — Бесприданница — Мокий Пармёныч Кнуров
- 1936 — О странностях любви — толстяк
- 1937 — Остров сокровищ — Треллони

##### Озвучивание
- 1942 — Георгий Саакадзе — князь Андукапар